# Diopa furcula
Diopa furcula är en fjärilsart som beskrevs av Walker 1857. Diopa furcula ingår i släktet Diopa och familjen nattflyn. Inga underarter finns listade i Catalogue of Life.